# Andreas Gabriel Toxwerdt
Andreas Gabriel Toxwerdt (22. august 1765 på Torpegård, Boeslunde Sogn – 15. maj 1848 i Faaborg) var en dansk generalkrigskommissær.

## Officerskarriere
Han var født på Torpegård, hvis ejer hans fader, Christen Toxwerdt, var. Da denne senere mistede sin formue, kunne sønnen ikke, som påtænkt, komme til at studere og lod sig derfor antage som underofficer "paa Avantage" ved Kronprinsens (fra 1808 Kongens) Regiment. 1785 blev han fændrik, 1786 sekondløjtnant, 1790 premierløjtnant, 1799 kaptajn, 1808 major. Han blev 1789-1801 anvendt ved "Regimentsartilleriet" og var 1794 ved den store udrustning af Flåden udkommanderet på orlogsskibet Den Prægtige. 1801 deltog han med en halv bataljon af sit regiment i slaget på Reden om bord på Batteriet Trekroner. Samme år benyttede Artillerikorpsets chef Toxwerdts hjælp ved udarbejdelsen af et manøvrereglement.

## Generalkrigskommissær
I 30 år havde Toxwerdt tjent i "Vort eget Regiment", som Frederik VI altid nærede særlig interesse for, og hvor han nød anseelse som en ualmindelig dygtig og pligttro officer, da kongen 1813 skænkede ham embedet som land- og søkrigskommissær i Fyns og Langelands distrikt. Året efter fik han karakter af oberstløjtnant, 1823 af generalkrigskommissær og 1829 rang med generalmajorer, efter at han 1826 var blevet virkelig generalkrigskommissær for Danmark. Han havde i denne stilling overbestyrelsen af hele udskrivningsvæsenet i kongeriget, og den "Redelighed og Duelighed", hvormed han også her varetog sine pligter, fandt anerkendelse ved, at kongen, da Toxwerdt var fyldt 70 år, i en egenhændig skrivelse tilbød ham at gå af med fuld gage i pension og tillige, da Toxwerdt med tak tog imod tilbuddet, udnævnte ham til Kommandør af Dannebrog (1835). Toxwerdt døde i Faaborg 15. maj 1848.

## Ægteskaber
Han var gift 1. gang (22. august 1802) med Nicolaidine Petra født Toxwerdt (døbt 20. januar 1775 - 8. oktober 1803), datter af hans næstsøskendebarn Henrik Toxwerdt til Boderupgård på Falster; 2. gang (21. maj 1812) med Sophie Cathrine født Maes (23. april 1786 - 2. december 1853), datter af krigsråd, kirurg J.N.H. Maes i Kiel.